# 실라 티니

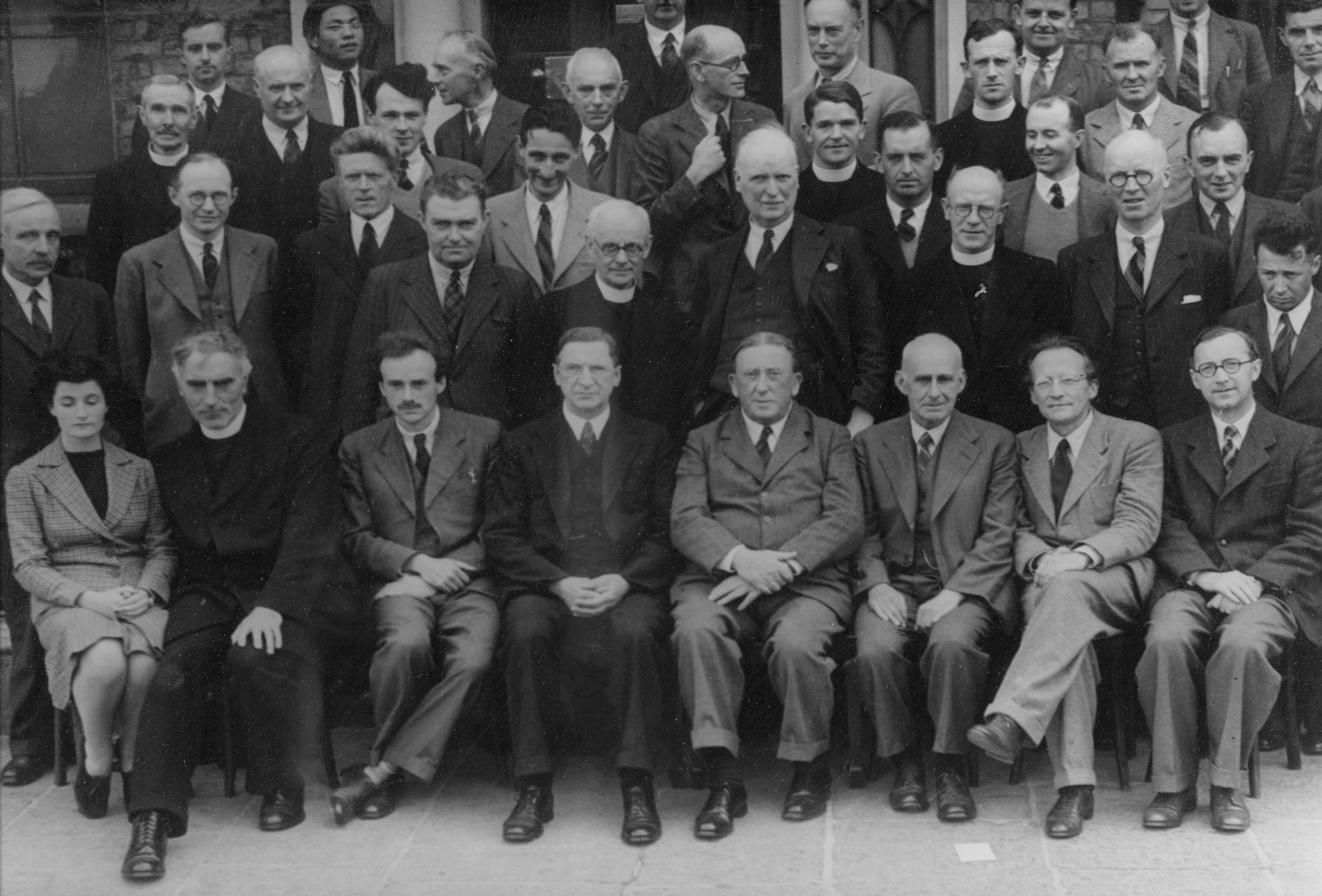
1942년 DIAS의 실라 티니, 폴 디락 및 기타 물리학자와 수학자들

실라 티니(Sheila Tinney, 본명: Sheila Christina Tinney, 성씨: Power, 1918년 1월 15일 ~ 2010년 3월 27일)는 아일랜드의 수리물리학자였다. 1941년 에든버러 대학교에서 박사 학위를 취득하고 막스 보른의 감독 하에 단 2년 만에 이수했으며, 이는 티니가 수학 과학 분야에서 박사 학위를 받은 최초의 아일랜드 태생 여성이 된 것으로 여겨진다.